# Sonnenberg (Vechelde)
Sonnenberg ist ein Ortsteil der Gemeinde Vechelde im Landkreis Peine in Niedersachsen.

## Geografie

Luftaufnahme von Sonnenberg (2019)

### Geografische Lage
Sonnenberg liegt im Flachland der Braunschweig-Hildesheimer Lößbörde im Übergangsbereich zwischen den Ausläufern des nördlichen Harzvorlandes und dem Norddeutschen Tiefland.
Die Ortschaft wird im Westen durch die Bruchwaldniederung des Flüsschens Aue, im Osten vom Stichkanal Salzgitter und im Süden durch die Bahnstrecke Hannover–Braunschweig begrenzt.

### Nachbarorte
| Vechelde | Denstorf                                    | Klein Gleidingen    |
| Wierthe  | Kompassrose, die auf Nachbargemeinden zeigt | Groß Gleidingen     |
| Alvesse  | Üfingen (Salzgitter)                        | Thiede (Salzgitter) |

## Geschichte
Sonnenberg wurde bereits im achten Jahrhundert als „Sunnenbore“ erstmals urkundlich erwähnt, später auch als „Sunnenberch“ (1318). Namentliche Nennung findet Sonnenberg im Rahmen einer Schenkung des sächsischen Fürsten Odiltag und seiner Gattin Wentelsuint an das Kloster Fulda im Jahre 780. Dort werden zwanzig Güter des Liergaus erwähnt, darunter Sunnenbore (= Sonnenberg).
Der gegenwärtige Ortsname Sonnenberg ist insofern rätselhaft, als ein Berg in der Umgebung Sonnenbergs nicht existiert. Mit bore könnte die wendische Bezeichnung Bore (= Burg) gemeint sein. Es ist möglich, dass von bore über berc und das niederdeutsche berch der heutige Ortsname entstand. Vermutlich stand einst am südwestlichen Dorfausgang eine Burg, worauf an dieser Lage der Flurname „Burgstelle“ hinweist.
Um 1440 wurde Sonnenberg mit weiteren zehn Dörfern des Fürstentums Braunschweig-Wolfenbüttel zum Verwaltungs- und Gerichtsbezirk „Amt Eich“ oder auch „Zur Eiche“ zusammengefasst. Das Amt umfasste das Gebiet westlich der Stadt Braunschweig, von der Braunschweiger Landwehr bis etwa zum Flüsschen Aue. Im Jahr 1501 verpfändete Herzog Heinrich I., genannt der Ältere, die Dörfer des Amts an die Stadt Braunschweig, unter deren Verwaltung sie bis 1671 blieben, als die Epoche der unabhängigen Stadt Braunschweig durch Rückeroberung der Fürsten von Braunschweig-Wolfenbüttel beendet wurde.
Im Jahr 1802 hatte Sonnenberg 329 Einwohner in 38 Feuerstellen. Mit dem Fürstentum Braunschweig-Wolfenbüttel wurde Sonnenberg 1807 in das von Napoleon geschaffene Königreich Westphalen eingegliedert. Nach dessen Auflösung im Jahr 1813 gehörte der Ort bis 1918 zum Herzogtum Braunschweig.

### Eingemeindungen
Sonnenbergs Zuordnung zum Landkreis Braunschweig und sein Status als selbstständige Gemeinde endeten am 1. März 1974 im Zuge der Gebietsreform in Niedersachsen mit der Eingemeindung nach Vechelde.

### Einwohnerentwicklung
| Datum         | Einwohner | Quelle |
| ------------- | --------- | ------ |
| 1802          | 329       | [ 3 ]  |
| 1847          | 381       | [ 6 ]  |
| 1863          | 344       | [ 7 ]  |
| 1877          | 303       | [ 8 ]  |
| 1910          | 315       | [ 9 ]  |
| 1925          | 306       | [ 10 ] |
| 1933          | 321       | [ 10 ] |
| 1939          | 957       | [ 10 ] |
| 29. Okt. 1946 | 647       | [ 11 ] |

| Datum         | Einwohner | Quelle |
| ------------- | --------- | ------ |
| 1950          | 654       | [ 12 ] |
| 1956          | 588       | [ 12 ] |
| 1973          | 533       | [ 13 ] |
| 30. Sep. 2009 | 683       | [ 14 ] |
| 30. Sep. 2011 | 690       | [ 14 ] |
| 31. Jan. 2014 | 689       | [ 14 ] |
| 31. Jan. 2015 | 697       | [ 14 ] |
| 31. Okt. 2017 | 691       | [ 14 ] |
| 31. Dez. 2018 | 735       | [ 14 ] |

| Datum         | Einwohner | Quelle |
| ------------- | --------- | ------ |
| 31. Jan. 2024 | 813       | [ 14 ] |

| Jahresdiagramm |
| -------------- |
|                |

## Politik

### Ortsrat
Der Ortsrat von Sonnenberg setzt sich aus sieben Ratsfrauen und Ratsherren zusammen.
| Kommunalwahl       | SPD | CDU | Grüne | FDP | WVS | Gesamt  |
| ------------------ | --- | --- | ----- | --- | --- | ------- |
| 12. September 2021 | 3   | 2   | 1     | 1   | −   | 7 Sitze |
| 11. September 2016 | 4   | 3   | −     | −   | −   | 7 Sitze |
| 11. September 2011 | 3   | 2   | −     | −   | 2   | 7 Sitze |
| 10. September 2006 | 3   | 3   | −     | −   | 1   | 7 Sitze |

### Ortsbürgermeister
Ortsbürgermeisterin ist Katrin Voßhagen (CDU). Stellvertretender Ortsbürgermeister ist Martin Richter (Grüne).

### Wappen
| Wappen von Sonnenberg | Blasonierung: „In Blau über einem silbernen Berg, darin ein blauer Wellenbalken, eine zwölfstrahlige goldene Sonne.“ |
| Wappen von Sonnenberg | Wappenbegründung: Als klassisches Beispiel für ein redendes Wappen, das den Ortsnamen bildlich übersetzt, strahlt die Sonne über einem Berg. Ihn durchzieht ein Wellenbalken, der die Lage des Dorfes am Stichkanal des Mittellandkanales nach Salzgitter andeutet. Das Wappen wurde vom Heraldiker Wilhelm Krieg gestaltet, vom Ortsrat angenommen, nachdem es am 12. Dezember 1977 vom Hauptstaatsarchiv gutgeheißen worden war. |

## Kultur und Sehenswürdigkeiten

### Bauwerke
- Die Dorfkirche St. Nikolai, im 13. oder 14. Jahrhundert erbaut, ist in ihrem Kern gotisch. Eine letzte größere Renovierung fand im Jahre 2022 statt.

### Landschaftsschutzgebiete
- Das „Sonnenberger Holz“, eine Bruchwaldniederung des Flüsschens Aue von etwa 80 ha, ist seit 1962 Landschaftsschutzgebiet, gemeinsam mit dem angrenzenden „Wierther Holz“.

### Fotogalerie

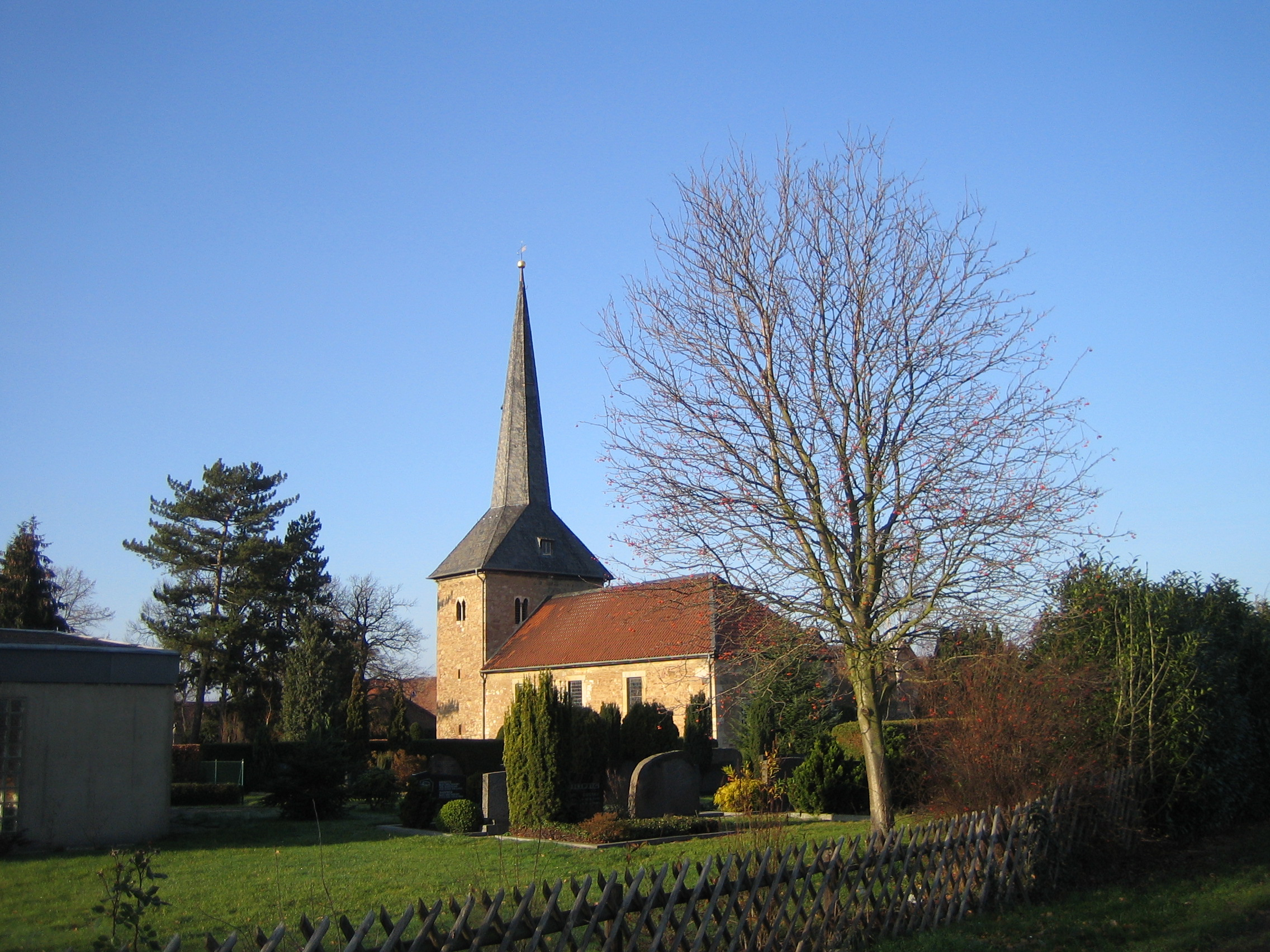
Dorfkirche St. Nikolai in Sonnenberg
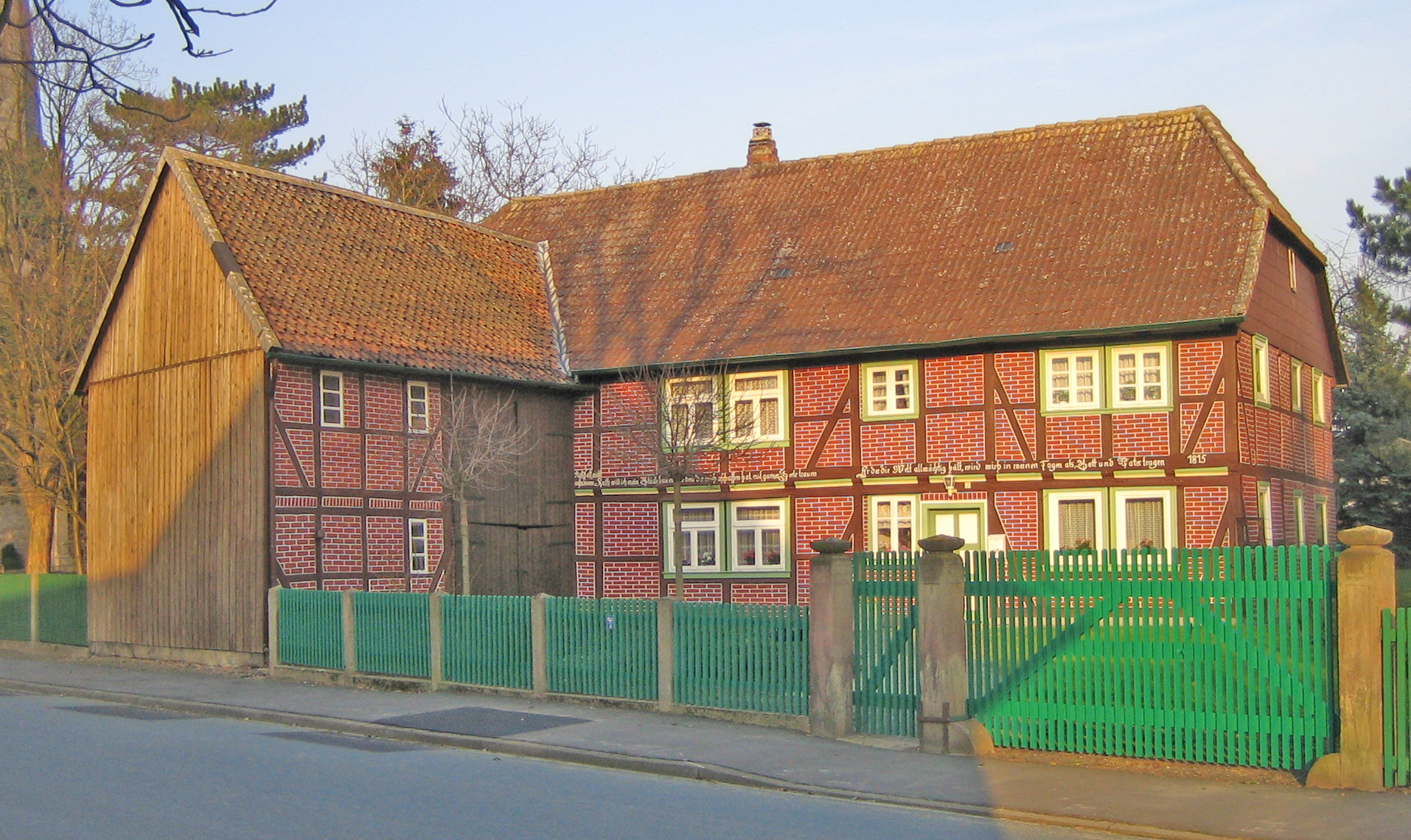
Hakenhof in Sonnenberg, 19. Jahrhundert

## Wirtschaft und Infrastruktur
Sonnenberg war bis in die zweite Hälfte des 20. Jahrhunderts ein landwirtschaftlich geprägtes Dorf. In der Erwerbsstruktur hat die Landwirtschaft nur noch eine geringe Bedeutung, obwohl die Umgebung des Dorfes auch heute durch eine teilweise intensive landwirtschaftliche Nutzung gekennzeichnet ist. Viele Bewohner des Dorfes gehen ihrem Erwerb hauptsächlich im Oberzentrum Braunschweig oder im nahegelegenen Industriegebiet im Raum Salzgitter nach.
In der zweiten Hälfte des zwanzigsten Jahrhunderts erweiterte sich der Ort nach Westen und Süden durch Wohngebiete mit Eigenheimen und Siedlungshäusern. In den letzten Jahren entstanden im Ort mehrere Reiterhöfe, die Sonnenberg in der Region zu einem Zentrum des Pferdesports werden ließen.
In den vergangenen Jahrzehnten wurden im Umkreis des Ortes durch Sand- und Kiesabbau zahlreiche Seen geschaffen, die nach Beendigung der Baustoffgewinnung rekultiviert wurden. Die meisten Seen dieser Art, wie der Hasselkampsee, werden heute als Angelsportgelände genutzt. Derzeit befindet sich ein Kiestagebau im Südosten der Ortschaft in Betrieb.

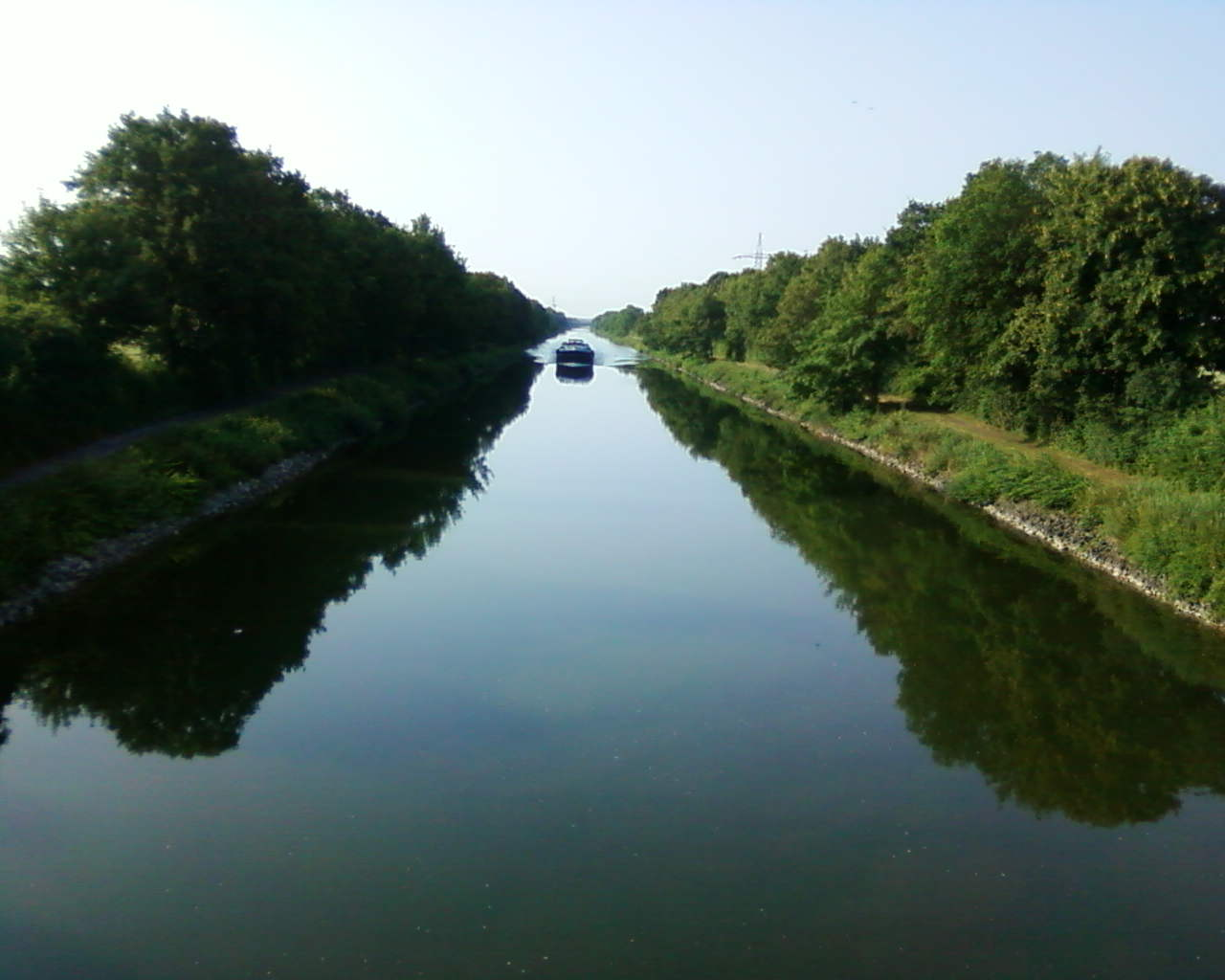
Der Stichkanal Salzgitter bei Sonnenberg
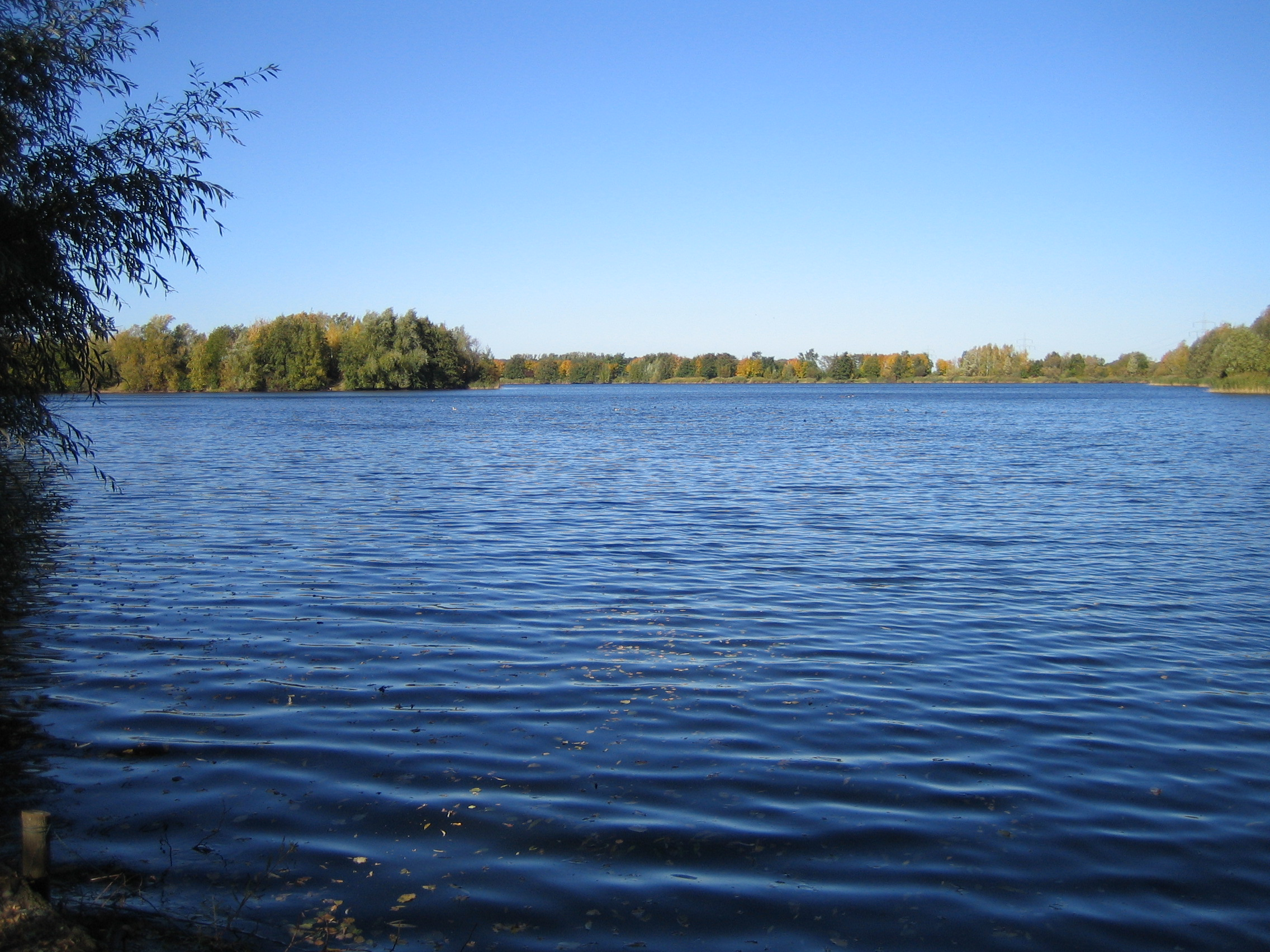
Der Hasselkampsee

## Persönlichkeiten
- Georg Althaus (1898–1974), evangelisch-lutherischer Theologe und Gegner des NS-Regimes
- Friedrich Alpers (1901–1944), NSDAP-Politiker, Generalforstmeister, Staatssekretär und SS-Obergruppenführer
- Richard Ebeling (1921–2013), Kommunalpolitiker und Ehrenortsbürgermeister[17]